# 16e étape du Tour d'Espagne 2008

La seizième étape du Tour d'Espagne 2008 s'est déroulée le mardi 16 septembre 2008 entre Ponferrada et Zamora. Elle a été remportée au sprint par le Belge Tom Boonen (Quick Step).

## Récit
L'Italien Damiano Cunego (Lampre) ne prend pas le départ de l'étape.
L'ascension de l'Alto del Acebo en début de parcours se fait à faible vitesse et permet à David Moncoutié (Cofidis) de passer en tête pour renforcer son avance au classement de la montagne. Après 24 km, l'Espagnol Jesús Rosendo (Andalucia-Cajasur) s'échappe, suivi de Walter Pedraza (Tinkoff Credit Systems). Leur avance croît jusqu'à 8 minutes et 38 secondes, puis descend progressivement pour se stabiliser entre 3 et 4 minutes. Ce début d'étape est lent : 15 km sont parcourus dans la première heure, 28,3 durant la seconde et 31,3 durant la troisième.
Le peloton retrouve une vitesse de compétition dans les 20 derniers kilomètres. Les deux échappées sont reprises à moins de 10 kilomètres de Zamora. L'équipe Quick Step prépare le sprint de Tom Boonen avec Paolo Bettini lancé à 2 km de la ligne, relayé ensuite par Matteo Tosatto. Wouter Weylandt achève le travail et dépose Boonen qui mène le sprint et remporte l'étape. Il devance Filippo Pozzato et Heinrich Haussler.
Le peloton a gagné l'arrivée avec une heure de retard sur l'horaire le plus tardif, à une vitesse moyenne de 34,812 km/h.
Comme la veille, le haut du classement général ne subit pas de modifications et les porteurs de maillots distinctifs restent les mêmes. Le Russe Ivan Rovny (Tinkoff Credit Systems) a abandonné.

## Classement de l'étape
| \| 1. Tom Boonen \| Quick Step \| \| 5 h 21 min 16 s \| \| 2. Filippo Pozzato \| Liquigas \| \| m.t. \| \| 3. Heinrich Haussler \| Gerolsteiner \| \| m.t. \| \| 4. Mickaël Delage \| La Française des jeux \| \| m.t. \| \| 5. Tomas Vaitkus \| Astana \| \| m.t. \| \| 6. Koldo Fernández \| Euskaltel-Euskadi \| \| m.t. \| \| 7. Alexandre Usov \| AG2R La Mondiale \| \| m.t. \| \| 8. Mauro Santambrogio \| Lampre \| \| m.t. \| \| 9. Oscar Gatto \| Gerolsteiner \| \| m.t. \| \| 10. Sébastien Hinault \| Crédit agricole \| \| m.t. \| |                       |  |                 |
| 1. Tom Boonen | Quick Step            |  | 5 h 21 min 16 s |
| 2. Filippo Pozzato | Liquigas              |  | m.t.            |
| 3. Heinrich Haussler | Gerolsteiner          |  | m.t.            |
| 4. Mickaël Delage | La Française des jeux |  | m.t.            |
| 5. Tomas Vaitkus | Astana                |  | m.t.            |
| 6. Koldo Fernández | Euskaltel-Euskadi     |  | m.t.            |
| 7. Alexandre Usov | AG2R La Mondiale      |  | m.t.            |
| 8. Mauro Santambrogio | Lampre                |  | m.t.            |
| 9. Oscar Gatto | Gerolsteiner          |  | m.t.            |
| 10. Sébastien Hinault | Crédit agricole       |  | m.t.            |

## Classement général
| \| 1. Alberto Contador \| Astana \| en \| 66 h 35 min 04 s \| \| 2. Levi Leipheimer \| Astana \| + \| 1 min 17 s \| \| 3. Carlos Sastre \| CSC-Saxo Bank \| + \| 3 min 41 s \| \| 4. Ezequiel Mosquera \| Xacobeo Galicia \| + \| 4 min 35 s \| \| 5. Robert Gesink \| Rabobank \| + \| 5 min 49 s \| \| 6. Alejandro Valverde \| Caisse d'Épargne \| + \| 6 min 00 s \| \| 7. Joaquim Rodríguez \| Caisse d'Épargne \| + \| 6 min 11 s \| \| 8. Egoi Martínez \| Euskaltel-Euskadi \| + \| 8 min 56 s \| \| 9. David Moncoutié \| Cofidis \| + \| 9 min 32 s \| \| 10. Oliver Zaugg \| Gerolsteiner \| + \| 10 min 01 s \| |                   |    |                  |
| 1. Alberto Contador | Astana            | en | 66 h 35 min 04 s |
| 2. Levi Leipheimer | Astana            | +  | 1 min 17 s       |
| 3. Carlos Sastre | CSC-Saxo Bank     | +  | 3 min 41 s       |
| 4. Ezequiel Mosquera | Xacobeo Galicia   | +  | 4 min 35 s       |
| 5. Robert Gesink | Rabobank          | +  | 5 min 49 s       |
| 6. Alejandro Valverde | Caisse d'Épargne  | +  | 6 min 00 s       |
| 7. Joaquim Rodríguez | Caisse d'Épargne  | +  | 6 min 11 s       |
| 8. Egoi Martínez | Euskaltel-Euskadi | +  | 8 min 56 s       |
| 9. David Moncoutié | Cofidis           | +  | 9 min 32 s       |
| 10. Oliver Zaugg | Gerolsteiner      | +  | 10 min 01 s      |